# Veilly
Veilly är en kommun i departementet Côte-d'Or i regionen Bourgogne-Franche-Comté i östra Frankrike. Kommunen ligger i kantonen Bligny-sur-Ouche som tillhör arrondissementet Beaune. År 2022 hade Veilly 56 invånare.

## Befolkningsutveckling
Antalet invånare i kommunen Veilly
Referens:INSEE